# Xaveriuscollege (Borgerhout)
Het Xaveriuscollege is een  Belgisch jezuïetencollege dat gelegen is in het Antwerpse district Borgerhout aan de Collegelaan, bestaande uit een basisschool (kleuter en lager) en een secundaire school met een ASO-programma. Het gebouw werd tussen 1937 en 1940 opgetrokken (n.o.v. architect-jezuïet Lodewijk Taeymans) en ligt vlak bij het Rivierenhof, een groot domein met een kasteel.
De lagere school maakt deel uit van de scholengemeenschap VOX, terwijl de secundaire school in de scholengemeenschap Antwerpen-Oost opgenomen is. In beide scholengemeenschappen zitten ze samen met het Onze-Lieve-Vrouwecollege, het jezuïetencollege uit het centrum van Antwerpen. Sinds september 2014 heeft het Xaveriuscollege ook een kleuterschoolafdeling.
Het college is ook bekend voor zijn muurtekeningen van Alfred Ost (1884–1945), die hier als tekenleraar zijn laatste levensjaren doorbracht. In de jaren vijftig had de school de reputatie een van de weinige Antwerpse colleges te zijn waar ook kinderen van Vlaams-nationalisten die tijdens de tweede wereldoorlog hadden gecollaboreerd welkom waren.

## Bekende alumni
- Luc Versteylen s.j. (1927–2021), jezuïet
- Hugo Schiltz (1927–2006), politicus
- Ludo Dierickx (1929–2009), politicus
- Hugo de Ridder (1932–2018), journalist
- Paul Doevenspeck (1932–2018), advocaat en uitgever
- Mark Grammens (1933–2017), journalist
- Ludo Abicht (1936), docent
- Walter Zinzen (1937), journalist
- Herman Portocarero (1952), schrijver en diplomaat
- Peter Adriaenssens (1954), psychiater
- Leo Van Broeck (1958), ingenieur-architect
- Bart Brinckman (1963), journalist
- Geert Noels (1967), econoom
- Tom Lenaerts (1968), televisiemaker
- Johan Terryn (1969), acteur en presentator
- Ruth Beeckmans (1982), actrice
- Siska Schoeters (1982), presentatrice
- Rik Boey (1984), radiopresentator en stemacteur
- Marieke Dilles (1986), actrice
- Kamal Kharmach (1991), stand-upcomedian en mediafiguur